# Ciona fascicularis
Ciona fascicularis is een zakpijpensoort uit de familie van de Cionidae. De wetenschappelijke naam van de soort is voor het eerst geldig gepubliceerd in 1870 door Hancock.